# Робертс Блоссом
Робертс Блоссом (англ. Roberts Blossom; 25 березня 1924 — 8 липня 2011) — американський поет і актор, який працював у театрі, кіно та на телебаченні. Найбільшу популярність він здобув завдяки своїй ролі старого Мерлі в класичному різдвяному фільмі "Сам удома" (1990) та ролі Езри Кобба в хорор-фільмі "Божевільний" (1974).
Крім цих знакових ролей, Блоссом також запам'ятався глядачам завдяки своїм другорядним ролям у таких фільмах, як "Великий Гетсбі" (1974), "Близькі контакти третього ступеня" (1977), "Втеча з Алькатрасу" (1979), "Крістіна" (1983) та "Остання спокуса Христа" (1988). Його вміння перевтілюватись у різноманітні персонажі принесло йому визнання в індустрії.
Блоссом розпочав свою кар'єру в театрі, де проявив свої акторські таланти, а згодом перейшов у кіно та на телебачення. Його стиль гри поєднував у собі глибину та емоційність, що робило його персонажів пам'ятними та впливовими.
Окрім акторської діяльності, Роберт Скотт Блоссом також був відомий як поет. Він писав вірші, які відображали його глибоке розуміння людської природи та життя. Його творчість залишила слід у серцях багатьох людей, як читачів, так і глядачів.
Упродовж своєї кар'єри Блоссом зарекомендував себе як талановитий артист, чия спадщина продовжує жити в пам'яті тих, хто насолоджувався його роботою на сцені і екрані.

## Кар'єра
Роберт Скотт Блоссом розпочав свою акторську кар'єру на сцені в 1950-х роках. Він тричі отримував премію Обі за свої виступи в оф-Бродвейських п'єсах: "Сільське сватання" (1955), що стала його дебютом, "Не проходьте повз" (1965) та "Льодовикова епоха" (1976). У 1960-х роках він заснував театральну трупу Filmstage, яка спеціалізувалася на мультимедійних авангардних виставах. На Бродвеї Блоссом з'являвся в таких постановках, як "Балада про сумне кафе" та "Операція Сайдвіндер", а в 1988 році він брав участь у виставі "Вишневий сад" Пітера Брука.
Свій перший виступ на екрані Блоссом здійснив у 1958 році. Його дебют у повнометражному кіно відбувся у 1971 році у фільмі "Лікарня" з Джорджем С. Скоттом у головній ролі, написаному Падді Чайефським. Протягом 1970-х років він знімався в таких фільмах, як "Великий Гетсбі" (1974) з Робертом Редфордом та Мією Ферроу, "Бійня номер п'ять" (1972), "Близькі контакти третього ступеня" (1977) Стівена Спілберга та "Втеча з Алькатрасу" (1979) з Клінтом Іствудом. Особливо запам'ятався Блоссом у "Втечі з Алькатрасу", де виконав сцену, у якій він відрубав собі пальці сокирою.
Блоссом також відомий своєю роллю Езри Кобба в хорор-фільмі "Божевільний" (1974), що базується на реальних подіях, пов'язаних з американським вбивцею Едом Гейном. Як зазначено в книзі 2014 року "Шалений як пекло: Створення мережі та доленосне бачення найлютішої людини в кіно" Девіда Іцкоффа, Блоссом спочатку мав зіграти роль медіа-магната Артура Дженсена в знаменитому фільмі "Телемережа", але його замінили на Неда Бітті ще на стадії підготовки.
Крім цього, Блоссом відомий своєю участю у хорор-фільмі "Крістіна" (1983), який поставив Джон Карпентер на основі роману Стівена Кінга. Його найвідомішою роллю стала роль старого Мерлі в класичному фільмі "Сам удома" (1990), де він грав разом із Маколеєм Калкіним. Останню роль у кіно Блоссом зіграв у 1995 році у фільмі "Швидко і мертво" разом із Шерон Стоун та Леонардо ДіКапріо. Інші його фільми включають "Док Голлівуд" (1991) з Майклом Дж. Фоксом, "Рубен, Рубен" (1983), "Воскресіння" (1980) з Еллен Берстін, "Спалах" (1984), "Візійний квест" (1985) з Меттью Модіном та "Завжди" (1989).
Блоссом вперше з'явився на телебаченні в 1958 році в серіалі "Голе місто". З 1976 по 1978 рік він грав у телевізійній мильній опері "Інший світ", за що отримав нагороду Soapy Award як найкращий лиходій. Інші його телевізійні роботи включають "Агентство «Місячне сяйво»" з Сібілл Шеперд і Брюсом Віллісом, "Казки з темного боку", "Еквалайзер", відновлену версію "Світу чудес" 1980-х років і "Чикаго Хоуп". Серед телевізійних фільмів — "Сімейна зустріч" з Бетті Девіс, версія "Noon Wine" 1985 року, "Вбивство в серці країни" та "Повітряна ферма" від Disney, що стала його останньою роллю як актора.
У 2000 році Блоссом з'явився в документальному біографічному фільмі Повний розквіт: Життя поета й актора Роберта Блоссома", де розповідав про своє життя як актора та поета. У документальному фільмі також з'явилися його діти Деббі та Майкл, перша дружина Беверлі, а також Ед Аснер, Петер Брук і Роберт Френк.

## Особисте життя
Роберт Блоссом був раніше одружений з Беверлі Шмідт Блоссом, з якою у нього був син Майкл. На жаль, Беверлі померла 1 листопада 2014 року від раку. Після цього він одружився з Мерилін Оршан Блоссом, з якою прожив до її смерті в 1982 році; у них була дочка Дебора Блоссом.
Після виходу на пенсію наприкінці 1990-х років, Блоссом переїхав до Берклі, Каліфорнія, де присвятив свій час написанню поезії. Згодом він переїхав до Санта-Моніки, де провів решту своїх днів.

### Смерть
Роберт Блоссом помер 8 липня 2011 року у віці 87 років від цереброваскулярного захворювання. На момент його смерті він перебував у будинку для людей похилого віку.

## Цікаві факти
- Окрім акторської кар'єри, Блоссом також був відомим поетом. Після виходу на пенсію він присвятив багато часу написанню поезії і був активним у літературних колах.

## Фільмографія
| Рік       |    | Українська назва                                      | Оригінальна назва                                    | Роль                           |
| --------- | -- | ----------------------------------------------------- | ---------------------------------------------------- | ------------------------------ |
| 1958      | с  | Оголене місто                                         | Naked City                                           | Квінт Батчер / Бріссен         |
| 1959      | кф |                                                       | Echo of an Era                                       |                                |
| 1959      | с  | Шоу Арта Карні                                        | Art Carney Special                                   | Саймон Стімсон                 |
| 1959—1961 | с  | Шоу місяці ДюПона                                     | The DuPont Show of the Month                         | Густав                         |
| 1960      | с  |                                                       | The Robert Herridge Theater                          | 1 серія                        |
| 1960      | тф | Рейд Джона Брауна                                     | John Brown's Raid                                    | Стівенс                        |
| 1961      | кф | Гріх Ісуса                                            | The Sin of Jesus                                     |                                |
| 1964      | с  | Бреннер                                               | Brenner                                              | читач                          |
| 1964      | с  | Захисники                                             | The Defenders                                        | Томас Ріггс                    |
| 1971      | ф  | Лікарня                                               | The Hospital                                         | вовняна фуфайка                |
| 1972      | ф  | Бійня номер п'ять                                     | Slaughterhouse-Five                                  | Дикий Боб Коді                 |
| 1972      | ф  |                                                       | Please Stand By                                      | суддя Нотт                     |
| 1972      | кф | Салемські відьми: Жах і надія                         | The Witches of Salem: The Horror and the Hope        | губернатор Фіпс                |
| 1972      | с  | Великі вистави                                        | Great Performances                                   | суддя / проповідник            |
| 1974      | ф  | Великий Маскарад                                      | The Great Masquerade                                 | Шервуд Гейтс                   |
| 1974      | ф  | Божевільний                                           | Deranged                                             | Езра Кобб                      |
| 1974      | ф  | Великий Гетсбі                                        | The Great Gatsby                                     | містер Гетц                    |
| 1975      | с  |                                                       | Beacon Hill                                          | Д.В. Гріффіт                   |
| 1976      | с  | Хроніки Адама                                         | The Adams Chronicles                                 | відвідувач у Лондоні           |
| 1976—1978 | с  | Інший світ                                            | Another World                                        | Берт Ордвей / Свен Петерсен    |
| 1977      | ф  | Поводитися обережно                                   | Handle with Care                                     | Папа Термодайн                 |
| 1977      | ф  | Близькі контакти третього ступеня                     | Close Encounters of the Third Kind                   | фермер                         |
| 1978      | тф | Плач стає Електрою                                    | Mourning Becomes Electra                             | Сет                            |
| 1979      | ф  | Втеча з Алькатраса                                    | Escape from Alcatraz                                 | Док                            |
| 1980      | ф  | Воскресіння                                           | Resurrection                                         | Джон Гарпер                    |
| 1980      | с  |                                                       | ABC Weekend Specials                                 | містер Ле Гранд                |
| 1981      | тф | Збір всієї родини                                     | Family Reunion                                       | Філ Кінг                       |
| 1982      | тф | Стіна                                                 | The Wall                                             | Качаскі                        |
| 1982      | тф | Джонні Белінда                                        | Johnny Belinda                                       | Джон Макадам                   |
| 1983      | ф  | Крістіна                                              | Christine                                            | Джордж Лебей                   |
| 1983      | ф  | Рубен, Рубен                                          | Reuben, Reuben                                       | Френк Споффорд                 |
| 1984      | ф  | Спалах                                                | Flashpoint                                           | Амарілло                       |
| 1984      | с  | Повітряний вовк                                       | Airwolf                                              | старий чоловік з собакою       |
| 1985      | с  | Американський театр                                   | American Playhouse                                   | містер Макклеллан              |
| 1985      | с  | Дивовижні історії                                     | Amazing Stories                                      | Опа Глоуб                      |
| 1985—1987 | с  | Зона сутінків                                         | The Twilight Zone                                    | Мордехай Гоуклін / людина      |
| 1985      | ф  | Зоровий пошук                                         | Vision Quest                                         | дідусь                         |
| 1986      | с  | Детективне агентство «Місячне сяйво»                  | Moonlighting                                         | Лоуренс Еверетт                |
| 1986      | с  | Казки з темного боку                                  | Tales from the Darkside                              | інквізитор                     |
| 1986      | с  | Еквалайзер                                            | The Equalizer                                        | Оскар Пібоді                   |
| 1987      | с  | Стингрей                                              | Stingray                                             | дядя Пет Морель                |
| 1987      | тф | Прохання матері                                       | At Mother's Request                                  | Дуг Стіл                       |
| 1987      | ф  | Льодяникова гора                                      | Candy Mountain                                       | Арчі                           |
| 1988      | ф  | Остання спокуса Христа                                | The Last Temptation of Christ                        | старий майстер                 |
| 1989      | с  | Опівнічна спека                                       | In the Heat of the Night                             | доктор Гарріс Пендлтон         |
| 1989      | ф  | Завжди                                                | Always                                               | Дейв                           |
| 1990      | ф  | Сам удома                                             | Home Alone                                           | старий Марлі                   |
| 1991      | ф  | Доктор Голлівуд                                       | Doc Hollywood                                        | суддя Еванс                    |
| 1991      | ф  | Водоспад смерті                                       | Death Falls                                          | Галс Джонсон                   |
| 1992      | с  | Північна сторона                                      | Northern Exposure                                    | Нед                            |
| 1992      | с  | Перехрестя                                            | Crossroads                                           | Оскар Поланд                   |
| 1992      | тф | Обитель драконів                                      | The Habitation of Dragons                            | містер Чарлі                   |
| 1993      | тф | Американський годинник                                | The American Clock                                   | старий Вейн Тейлор             |
| 1993      | тф | Убивство в Хертленді                                  | Murder in the Heartland                              | Гус Майер                      |
| 1995      | ф  | Швидкий та мертвий                                    | The Quick and the Dead                               | Док Воллес                     |
| 1997      | с  | Надія Чикаго                                          | Chicago Hope                                         | Вільям Кронк                   |
| 1999      | тф | Ферма повітряних кульок                               | Balloon Farm                                         | Вейзел Мейфілд                 |
| 2000      | тф | Повний розквіт: Життя поета й актора Роберта Блоссома | Full Blossom: The Life of Poet/Actor Roberts Blossom | Він сам (документальний фільм) |

## Ролі в театрі
| Рік  | Українська назва        | Оригінальна назва           | Роль        |
| ---- | ----------------------- | --------------------------- | ----------- |
| 1955 | Сільське сватання       | Village Wooing              | —           |
| 1958 | Пекельна машина         | The Infernal Machine        | Анубіс      |
| 1961 | Кухар для пана генерала | A Cook for Mr. General      | Крой        |
| 1963 | Балада про сумне кафе   | The Ballad of the Sad Cafe  | Мерлі Райан |
| 1964 | Фізики                  | The Physicists              | —           |
| 1965 | Не проходьте повз       | Do Not Pass Go              | —           |
| 1970 | Операція Боковий вітер  | Operation Sidewinder        | —           |
| 1973 | Статіс Куо Вадіс        | Statis Quo Vadis (Mr.Elgin) | пан Елгін   |
| 1988 | Вишневий сад            | The Cherry Orchard          | —           |
| 1989 | Стільці                 | The Chairs                  | Старий      |